# Озерпахское сельское поселение
Озерпа́хское се́льское поселе́ние — муниципальное образование в Николаевском районе Хабаровского края Российской Федерации. Образовано в 2004 году. 
Административный центр — посёлок сельского типа Озерпах.

## Население
| 2010 | 2011 | 2012 | 2013 | 2014 | 2015 | 2016 |
| ---- | ---- | ---- | ---- | ---- | ---- | ---- |
| 235  | ↘233 | ↘230 | ↘228 | ↘219 | ↘215 | ↘208 |
| 2017 | 2018 | 2020 | 2021 |      |      |      |
| ↘204 | →204 | ↘201 | ↘140 |      |      |      |

## Населённые пункты
В состав поселения входят 2 населённых пункта:
| № | Населённый пункт | Тип     | Население |
| - | ---------------- | ------- | --------- |
| 1 | Озерпах          | посёлок | ↘140      |
| 2 | Свободное        | село    | →0        |